# Rimavské Brezovo
Rimavské Brezovo es un municipio del distrito de Rimavská Sobota en la región de Banská Bystrica, Eslovaquia, con una población estimada a final del año 2024 de 495 habitantes.
Se encuentra ubicado al este de la región, en la cuenca hidrográfica del río Sajó —un afluente derecho del río Tisza— y cerca de la frontera con la región de Košice y con Hungría.

## Demografía
| Año        | 1994 | 2004    | 2014    | 2024    |
| ---------- | ---- | ------- | ------- | ------- |
| Población  | 492  | 513     | 529     | 495     |
| Diferencia |      | +4,26 % | +3,11 % | −6,42 % |

| Año        | 2023 | 2024    |
| ---------- | ---- | ------- |
| Población  | 506  | 495     |
| Diferencia |      | −2,17 % |